# Lisów (województwo warmińsko-mazurskie)
Lisów – osada w Polsce położona w województwie warmińsko-mazurskim, w powiecie elbląskim, w gminie Elbląg.
W latach 1975–1998 miejscowość administracyjnie należała do województwa elbląskiego.